# Cantello
Pour les articles homonymes, voir Cantello (homonymie).
Cantello est une commune italienne de la province de Varèse, dans la région Lombardie.

## Toponyme
Appelé Cazzone dans le passé, augmentatif de cazza : cuillère par rapport à la forme du site. Le nom depuis 1895, est un diminutif du latin canthus: coin de la terre.

## Administration
| Période                                  | Période  | Identité               | Étiquette | Qualité |
| ---------------------------------------- | -------- | ---------------------- | --------- | ------- |
| 8/6/2009                                 | En cours | Nicola Gunnar Vincenzi |           | avocat  |
| Les données manquantes sont à compléter. |          |                        |           |         |

### Hameaux
Gaggiolo, Ligurno, Collodera, Magiasca, Val Sorda, Cascina Fò, San Lorenzo, M.o Mazzolio, Cascine Pau